# Tomolamia
Tomolamia är ett släkte av skalbaggar. Tomolamia ingår i familjen långhorningar.
Kladogram enligt Catalogue of Life:
| Tomolamia | \| \| Tomolamia irrorata \| \| \| \| \| \| Tomolamia unicoloripennis \| \| \| \| |
|           | \| \| Tomolamia irrorata \| \| \| \| \| \| Tomolamia unicoloripennis \| \| \| \| |
|           | Tomolamia irrorata                                                               |
|           |                                                                                  |
|           | Tomolamia unicoloripennis                                                        |
|           |                                                                                  |